# Tibor Resznecki
Tibor Resznecki (Ungheria, 1941) è un ex calciatore ungherese naturalizzato statunitense.

## Carriera

### Club
Ungherese di nascita, dal 1959 è in forza al New York Hungaria con cui vince la National Challenge Cup 1962.  Dal 1963 a al 1965 è al New York Americans, per poi tornare nel 1965 all'Hungaria e poi al New York Hota.
Nel 1967 viene ingaggiato dai professionisti dei New York Generals. Con i Generals ottenne il terzo posto della Eastern Division della NPSL, non qualificandosi per la finale della competizione.
Successivamente torna all'Hota per poi, nel 1971, chiudere la carriera agonistica all'Hollywood Stars.

### Nazionale
Naturalizzato statunitense, Resznecki fu convocato nella nazionale di calcio degli Stati Uniti d'America per disputare le qualificazioni ai Mondiali del 1966. Giocò tre incontri del girone 1 chiuso al secondo posto, posizione che non valse la qualificazione alla fase successiva.

#### Cronologia presenze e reti in Nazionale
| Cronologia completa delle presenze e delle reti in nazionale ― Stati Uniti | Cronologia completa delle presenze e delle reti in nazionale ― Stati Uniti | Cronologia completa delle presenze e delle reti in nazionale ― Stati Uniti | Cronologia completa delle presenze e delle reti in nazionale ― Stati Uniti | Cronologia completa delle presenze e delle reti in nazionale ― Stati Uniti | Cronologia completa delle presenze e delle reti in nazionale ― Stati Uniti | Cronologia completa delle presenze e delle reti in nazionale ― Stati Uniti | Cronologia completa delle presenze e delle reti in nazionale ― Stati Uniti |
| Data                                                                       | Città                                                                      | In casa                                                                    | Risultato                                                                  | Ospiti                                                                     | Competizione                                                               | Reti                                                                       | Note                                                                       |
| -------------------------------------------------------------------------- | -------------------------------------------------------------------------- | -------------------------------------------------------------------------- | -------------------------------------------------------------------------- | -------------------------------------------------------------------------- | -------------------------------------------------------------------------- | -------------------------------------------------------------------------- | -------------------------------------------------------------------------- |
| 07-03-1965                                                                 | Los Angeles                                                                | Stati Uniti                                                                | 2 – 2                                                                      | Messico                                                                    | Qual. Mondiali 1966                                                        | -                                                                          |                                                                            |
| 12-03-1965                                                                 | Città del Messico                                                          | Messico                                                                    | 2 – 0                                                                      | Stati Uniti                                                                | Qual. Mondiali 1966                                                        | -                                                                          |                                                                            |
| 17-03-1965                                                                 | San Pedro Sula                                                             | Honduras                                                                   | 0 – 1                                                                      | Stati Uniti                                                                | Qual. Mondiali 1966                                                        | -                                                                          | Ingresso                                                                   |
| Totale                                                                     |                                                                            | Presenze                                                                   | 3                                                                          |                                                                            | Reti                                                                       | 0                                                                          |                                                                            |

## Palmarès
- National Challenge Cup: 1

New York Hungaria: 1962